# Tetramero

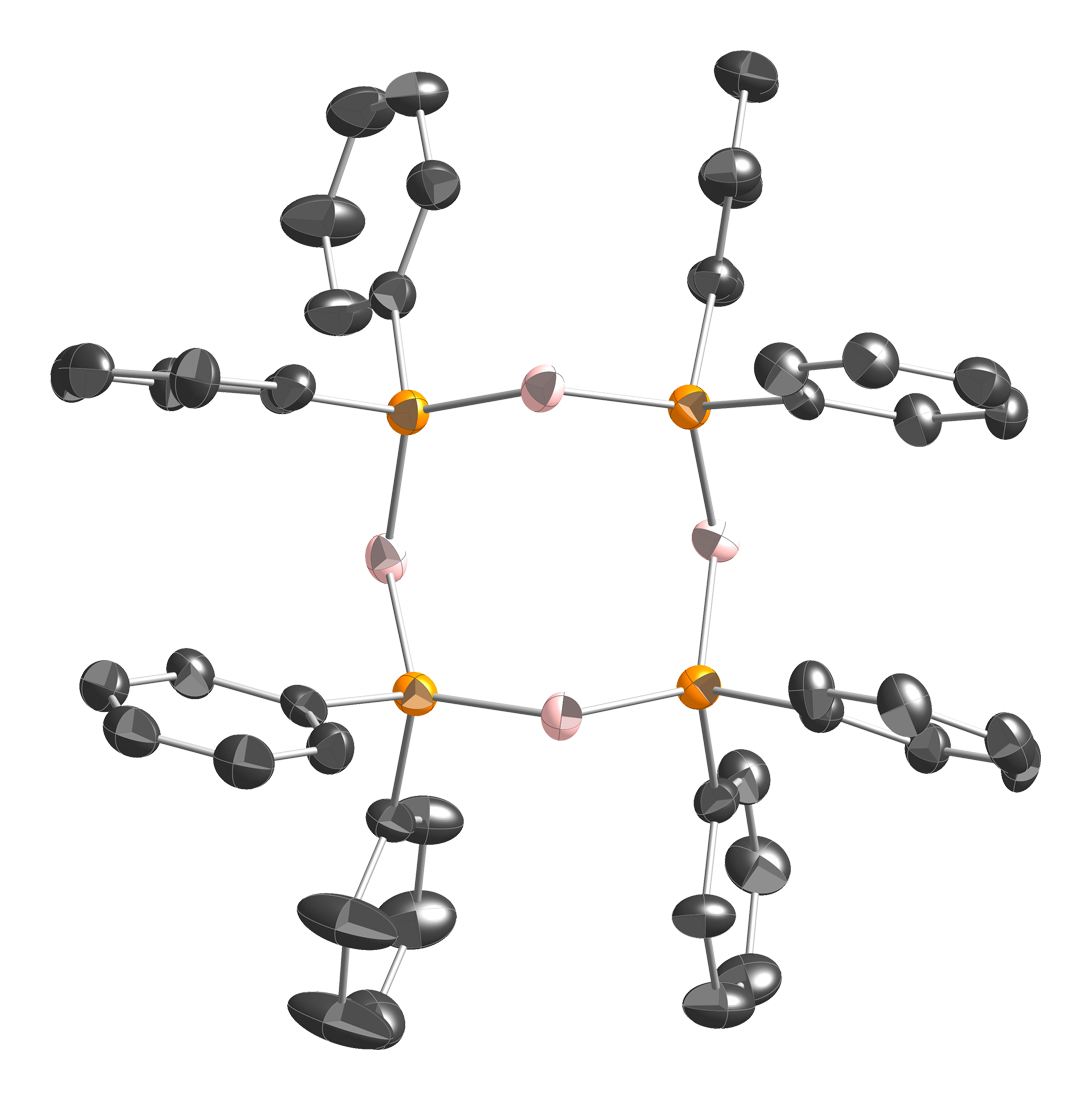
Formula di struttura di un particolare tetramero

In chimica, un tetramero è un oligomero costituito da 4 sottounità, ovvero 4 monomeri.
Soprattutto nel caso dei tetrameri proteici, esso si assembla tipicamente a partire da 2 dimeri, come nel caso dell'emoglobina, che è costituita da due dimeri identici, composti da una catena α e una β.
In caso i quattro monomeri siano identici tra di loro, la molecola si definisce omotetramero.